# Serranía de Abibe
Serranía de Abibe är en bergskedja i Colombia.   Den ligger i departementet Antioquía, i den nordvästra delen av landet, 400 km nordväst om huvudstaden Bogotá.